# Moulin Rouge - A Vida de Toulouse-Lautrec
Moulin Rouge - A Vida de Toulouse-Lautrec foi uma telenovela escrita e dirigida por Geraldo Vietri, exibida em 1963 pela TV Tupi na programação Grandes Romances Richard Hudnut, com supervisão geral de Cassiano Gabus Mendes e coreografias do Ballet Maria Pia Finocchio.
Essa biografia romanceada do pintor Henri de Toulouse-Lautrec foi exibida às quintas-feiras e sábados às 22h10, a partir de 21 de setembro de 1963.

## Elenco
- Percy Aires … Toulouse-Lautrec
- Laura Cardoso … Condessa
- Marisa Sanches
- Vida Alves … Agostina
- Rolando Boldrin … Van Gogh
- Gian Carlo
- Rita Cléos … Marie
- Elísio de Albuquerque
- Amilton Fernandes … Rachau
- Geórgia Gomide … Denise
- Guy Loup
- Cláudio Marzo
- Lisa Negri
- Marcos Plonka
- Nelly Reis